# Bystre (powiat niżański)
Bystre – wieś w Polsce położona w województwie podkarpackim, w powiecie niżańskim, w gminie Krzeszów.

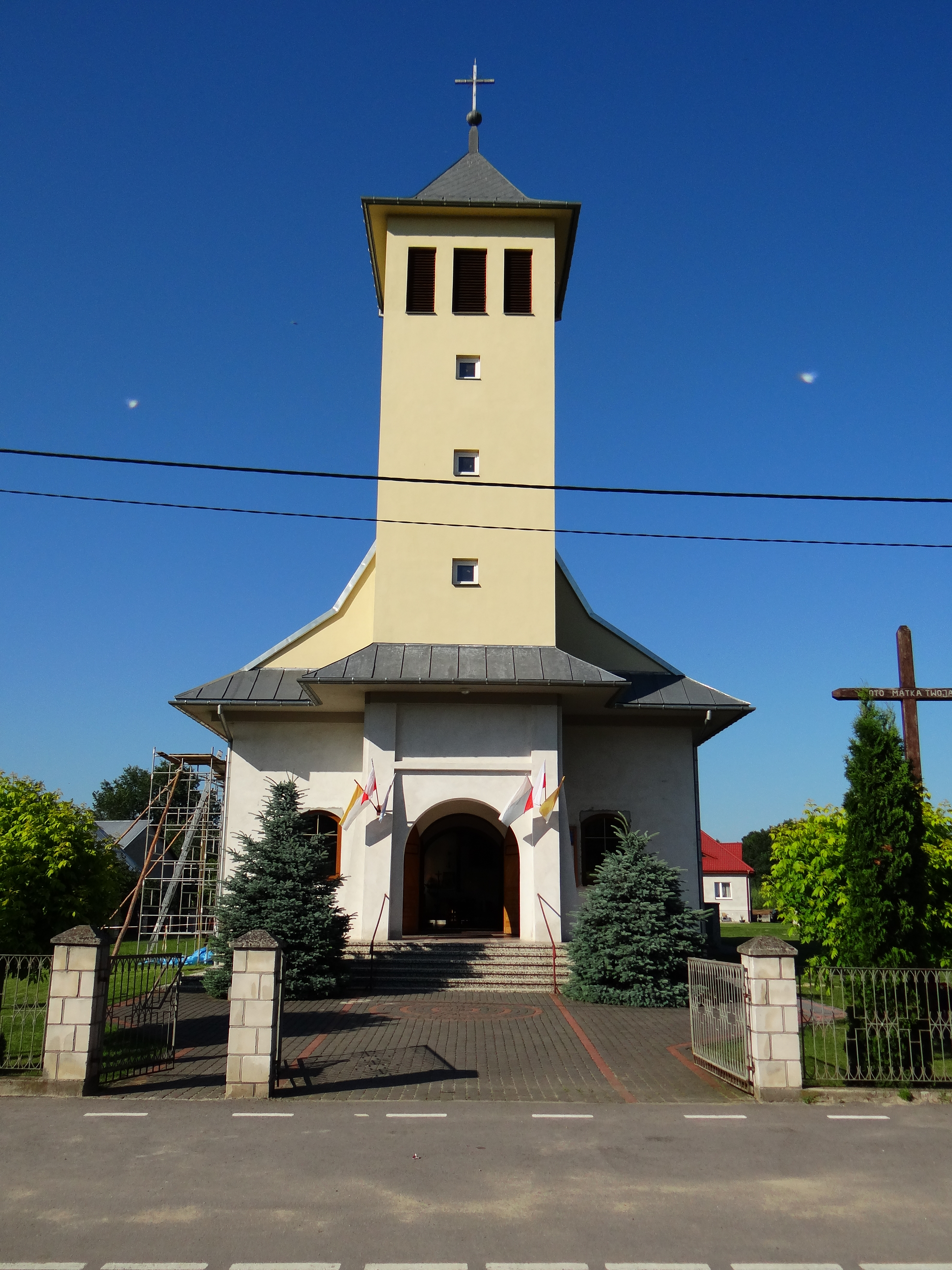
Kościół św. Andrzeja Boboli, 2012

Miejscowość jest siedzibą ekumenicznej parafii św. Andrzeja Boboli, należącej do dekanatu Biłgoraj-Południe, diecezji zamojsko-lubaczowskiej.
W latach 1954–1972 wieś należała i była siedzibą władz gromady Bystre. W latach 1975–1998 miejscowość należała administracyjnie do województwa tarnobrzeskiego.
Przez wieś przebiega żółty szlak turystyczny z Sandomierza do Leżajska.
| SIMC    | Nazwa    | Rodzaj    |
| ------- | -------- | --------- |
| 0796878 | Kończany | część wsi |